# Codonoboea rugosa
Codonoboea rugosa là một loài thực vật có hoa trong họ Tai voi. Loài này được Henry Nicholas Ridley mô tả khoa học đầu tiên năm 1905 dưới danh pháp Didymocarpus rugosus.